# Axylia annularis
Axylia annularis là một loài bướm đêm trong họ Noctuidae.